# Eleonora van Bretagne

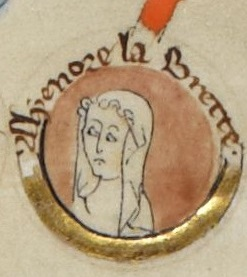
Eleonora van Bretagne.

Eleonora van Bretagne (circa 1184 – Bristol of Corfe, 10 augustus 1241) was een Engelse prinses die uit het huis Plantagenet stamde.

## Levensloop
Eleonora was de oudste dochter van hertog Godfried II van Bretagne en hertogin Constance I van Bretagne. Haar vader was de zoon van koning Hendrik II van Engeland en Eleonora van Aquitanië.
Nadat Godfried II in 1186 overleed, kregen koning Filips II van Frankrijk en koning Hendrik II van Engeland ruzie om de voogdij van de tweejarige Eleonora. Zijzelf groeide bijgevolg ter bescherming op bij haar oom Richard Leeuwenhart en haar grootmoeder Eleonora van Aquitanië. Nadat Richard in juni 1189 koning van Engeland was geworden, hield hij in het voorjaar van 1190 in Nonancourt een concilie. Bij zijn reis naar Nonancourt werd hij vergezeld door meerdere jonge adellijke meisjes, waaronder Eleonora.
Tijdens zijn deelname aan de Derde Kruistocht huwelijkte Richard in de herfst van 1191 zijn zus Johanna uit aan Al-Adil I, de broer van Saladin. Omdat Al-Adil I een moslim was, was er voor het huwelijk echter toestemming van paus Celestinus III nodig. Omdat de paus dit weigerde, stelde Richard Eleonora voor als eventuele bruid voor Al-Adil I, wat langs moslimzijde dan weer geweigerd werd. Hierdoor kwam er niets van deze trouwplannen.
Toen Richard na de Derde Kruistocht terugreisde naar Engeland, werd hij gevangengenomen door hertog Leopold V van Oostenrijk. In februari 1193 werd Richard gedwongen om Eleonora aan Leopolds zoon Frederik uit te huwelijken en nadat hij werd vrijgelaten, werd Eleonora in december 1194 naar Wenen gezonden voor de voorbereiding van het huwelijk. Toen het gezelschap in Wenen arriveerde, kregen ze echter te horen dat hertog Leopold V was overleden, waarna ze terugkeerden naar Engeland.
In de zomer van 1195 spraken Richard I van Engeland en Filips II van Frankrijk af om Eleonora ditmaal uit te huwelijken aan de Franse kroonprins Lodewijk. Als bruidsschat moest Richard Gisors, Neauphle, Vexin, Vernon, Ivry en Pacy aan Filips II afstaan en 20.000 zilvermarken betalen, terwijl Filips II het graafschap Aumale, het kasteel van Eu en enkele andere plaatsen aan Richard I moest afstaan. Uiteindelijk mislukten de huwelijksplannen echter.
In april 1199 overleed Richard, waarna hij als koning van Engeland werd opgevolgd door zijn broer Jan zonder Land. Daarna leefde Eleonora in Frankrijk bij haar moeder en haar broer Arthur. Arthur streed samen met Jan zonder Land om de Engelse troon en het kwam tot een oorlog tussen beiden. Nadat Arthur in augustus 1202 echter de slag bij Mirebeau verloor, werden hij en Eleonora gevangengenomen. 
Toen Arthur in april 1203 stierf, liet Jan zonder Land Eleonora in gevangenschap, omdat ze na de dood van haar broer aanspraak kon maken op de Engelse troon. In december 1203 werd ze naar Engeland overgebracht, waar ze in verschillende kastelen gevangenzat. In de lente van 1204 probeerde Filips II van Frankrijk tevergeefs om Eleonora vrij te krijgen omdat hij haar aan zijn jongere zoon wilde uithuwelijken. Hetzelfde jaar werd ze opgesloten in het kasteel van Corfe in het graafschap Dorset. In 1208 probeerden de bisschoppen van Nantes, Vannes en Cornouaille ook tevergeefs om de vrijlating van Eleonora te verkrijgen. 
In het begin van 1214 probeerde Jan zonder Land met de steun van keizer Otto IV van het Heilig Roomse Rijk zijn verloren gebieden in Frankrijk militair terug te winnen. Daarbij nam hij Eleonora mee naar Poitou om haar als marionettenhertogin van Bretagne te installeren. Ze zou hierbij haar halfzus Adelheid vervangen, die na de dood van Arthur I hertogin van Bretagne was geworden. Doordat de troepen van Jan zonder Land in de Slag bij Bouvines door de troepen van Filips II van Frankrijk werden verslagen, ging het plan echter niet door. Hetzelfde jaar keerde Jan zonder Land daarop met Eleonora terug naar Engeland.
Ook nadat Jan zonder Land in oktober 1216 opgevolgd werd door Hendrik III, bleef Eleonora in gevangenschap. Ze werd wel nog altijd behandeld als een prinses, en ze had onder andere de kastelen van Gloucester, Bristol en Marlborough tot haar beschikking. Ook bouwde ze haar eigen hofhouding uit en kreeg ze regelmatig hoog bezoek. De ongehuwd gebleven Eleonora stierf uiteindelijk in augustus 1241, nog steeds in gevangenschap. Daarna werd ze bijgezet in de Sint-Jacobuskerk van Bristol, maar later werd ze op bevel van Hendrik III herbegraven in de abdij van Amesbury, wat haar laatste wens was.
In 1268 beval Hendrik III Amesbury om Arthur en Eleanora samen met alle koningen en koninginnen te herdenken.

## Voorouders
| Voorouders van Elenora van Bretagne (1158-1186) | Voorouders van Elenora van Bretagne (1158-1186)                               | Voorouders van Elenora van Bretagne (1158-1186)                               | Voorouders van Elenora van Bretagne (1158-1186)                               | Voorouders van Elenora van Bretagne (1158-1186)                               | Voorouders van Elenora van Bretagne (1158-1186)                             | Voorouders van Elenora van Bretagne (1158-1186)                             | Voorouders van Elenora van Bretagne (1158-1186)                             | Voorouders van Elenora van Bretagne (1158-1186)                             |
| ----------------------------------------------- | ----------------------------------------------------------------------------- | ----------------------------------------------------------------------------- | ----------------------------------------------------------------------------- | ----------------------------------------------------------------------------- | --------------------------------------------------------------------------- | --------------------------------------------------------------------------- | --------------------------------------------------------------------------- | --------------------------------------------------------------------------- |
| Overgrootouders                                 | Godfried V van Anjou (1113–1152) ∞ 1128 Mathilde van Engeland (1102-1162)     | Godfried V van Anjou (1113–1152) ∞ 1128 Mathilde van Engeland (1102-1162)     | Willem X van Aquitanië (1099-1137) ∞ Aénor van Châtellerault (1103 - 1136)    | Willem X van Aquitanië (1099-1137) ∞ Aénor van Châtellerault (1103 - 1136)    | Alan van Richmond (1100-1146) ∞ Bertha van Bretagne (1114-1156)             | Alan van Richmond (1100-1146) ∞ Bertha van Bretagne (1114-1156)             | Hendrik van Schotland (1114-1152) ∞ Ada de Warenne (ca. 1125–1178)          | Hendrik van Schotland (1114-1152) ∞ Ada de Warenne (ca. 1125–1178)          |
| Grootouders                                     | Hendrik II van Engeland (1133-1189) ∞ 1152 Eleonora van Aquitanië (1122-1204) | Hendrik II van Engeland (1133-1189) ∞ 1152 Eleonora van Aquitanië (1122-1204) | Hendrik II van Engeland (1133-1189) ∞ 1152 Eleonora van Aquitanië (1122-1204) | Hendrik II van Engeland (1133-1189) ∞ 1152 Eleonora van Aquitanië (1122-1204) | Conan IV van Bretagne (1138-1171) ∞ Margaretha van Huntingdon (1103 - 1136) | Conan IV van Bretagne (1138-1171) ∞ Margaretha van Huntingdon (1103 - 1136) | Conan IV van Bretagne (1138-1171) ∞ Margaretha van Huntingdon (1103 - 1136) | Conan IV van Bretagne (1138-1171) ∞ Margaretha van Huntingdon (1103 - 1136) |
| Ouders                                          | Godfried II van Bretagne (1158-1186) ∞ Constance van Bretagne (1161-1201)     | Godfried II van Bretagne (1158-1186) ∞ Constance van Bretagne (1161-1201)     | Godfried II van Bretagne (1158-1186) ∞ Constance van Bretagne (1161-1201)     | Godfried II van Bretagne (1158-1186) ∞ Constance van Bretagne (1161-1201)     | Godfried II van Bretagne (1158-1186) ∞ Constance van Bretagne (1161-1201)   | Godfried II van Bretagne (1158-1186) ∞ Constance van Bretagne (1161-1201)   | Godfried II van Bretagne (1158-1186) ∞ Constance van Bretagne (1161-1201)   | Godfried II van Bretagne (1158-1186) ∞ Constance van Bretagne (1161-1201)   |